# Hans Hugenholtz Junior

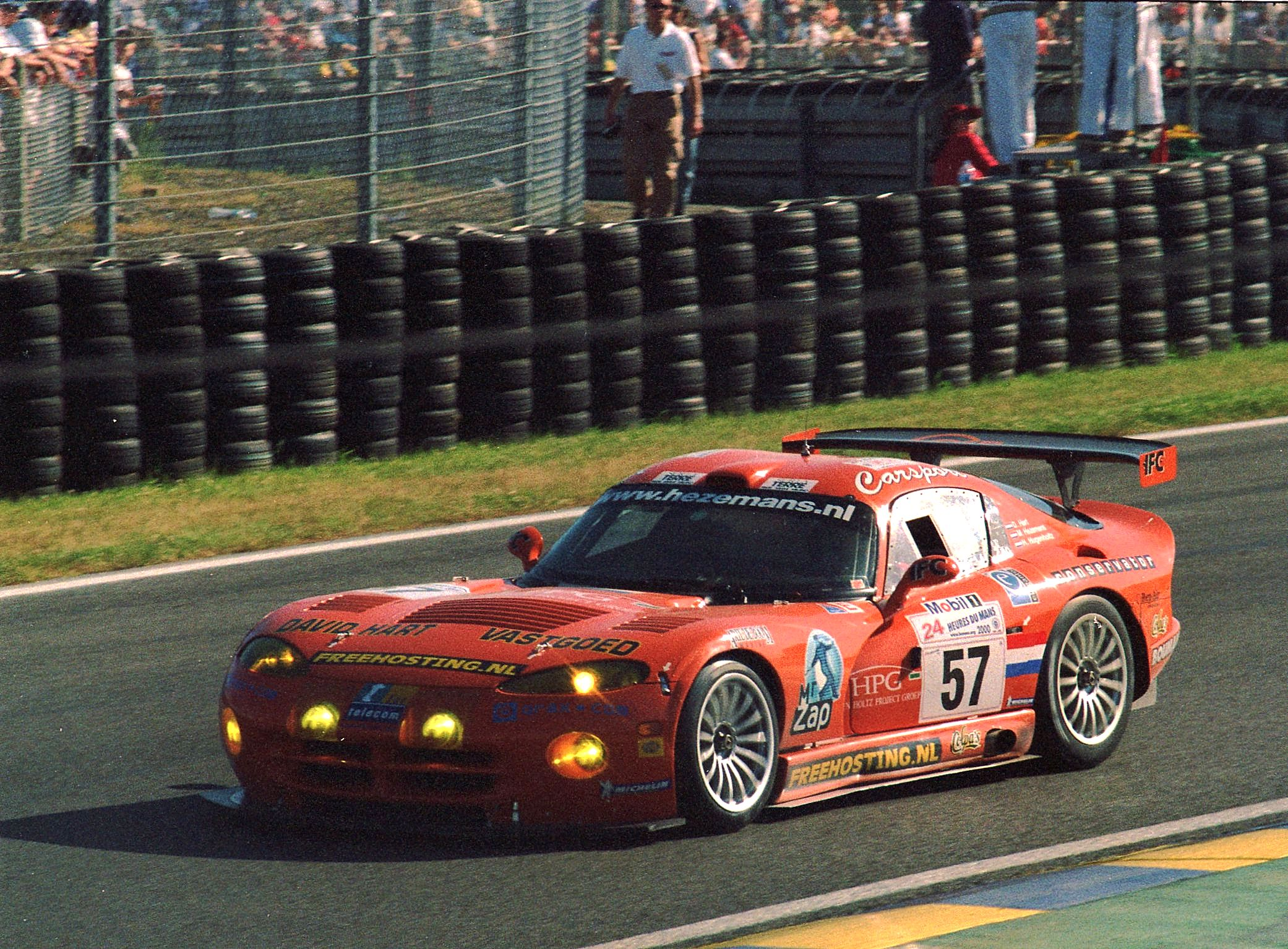
Der von Hans Hugenholtz gefahrene Chrysler Viper GTS-R beim 24-Stunden-Rennen von Le Mans 2000

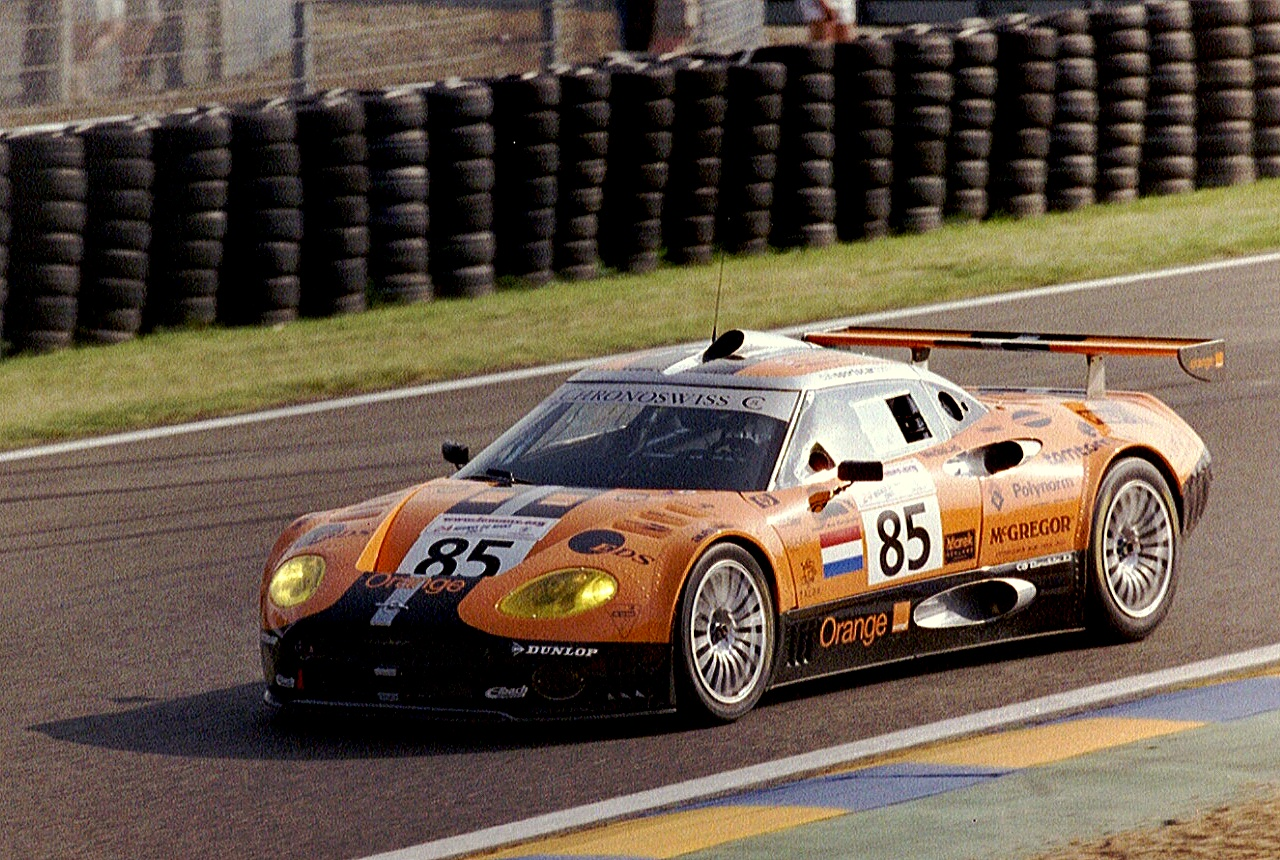
Der Spyker C8 Double-12R von Norman Simon, Tom Coronel und Hans Hugenholtz beim 24-Stunden-Rennen von Le Mans 2003

Johannes Bernardus Theodorus „Hans John“ Hugenholtz Junior (* 10. Juni 1950 in Haarlem) ist ein niederländischer Autorennfahrer und Unternehmer.

## Unternehmer
Hans Hugenholtz Junior ist der Sohn von Hans Hugenholtz. Sein Vater war Planer von Motorsport-Rennstrecken und viele Jahre Streckendirektor des Circuit Park Zandvoort. Vater und Mutter starben am 10. Januar 1995 an den Folgen eines Autounfalls in der Nähe von Zandvoort. Hugenholtz junior studierte erst Maschinenbau in Delft und danach Betriebswirtschaftslehre in Rotterdam.
Als Unternehmer kam er als Immobilienentwickler- und Händler sowie als Finanzdienstleister zu einem beträchtlichen Vermögen. Er ist an unterschiedlichen Unternehmen beteiligt und war von 2004 bis 2007 Mitglied und von 2007 bis 2012 Vorsitzender des Aufsichtsrats von Spyker Cars. Im Januar 2012 trat er nach Differenzen über die Zukunft des niederländischen Sportwagenherstellers mit dem Vorstandsvorsitzenden Victor Muller von dieser Funktion zurück. Seit 2010 ist er Präsident von HPG Aviation Services.

## Karriere im Motorsport
Wie sein Vater hatte und hat Hans Hugenholtz junior unterschiedliche Funktionen als Motorsportfunktionär über. So ist er unter anderem Gründer und Ehrenvorsitzender des niederländischen Ferrari Clubs. Da Hugenholtz nicht von seinen Engagements im Motorsport leben musste, wurde er oft als Herrenfahrer bezeichnet. Diese Begrifflichkeit greift allerdings zu kurz, da sie wenig über den nicht untalentierten Fahrer aussagt. 
Der Niederländer bestritt keine Monopostorennen; er war ausschließlich im GT- und Sportwagensport aktiv. Seine größten Erfolge feierte er in der französischen GT-Meisterschaft. 2000 wurde mit Partner Alain Filhol Fünfter in der Meisterschaft und ein Jahr später Gesamtdritter.
Siebenmal war er beim 24-Stunden-Rennen von Le Mans am Start. 1999 wurde er Dritter in der GTS-Klasse. Ende der 2010er-Jahre wechselte er zum historischen Motorsport, wo er heute noch aktiv ist.

## Statistik

### Le-Mans-Ergebnisse
| Jahr | Team                    | Fahrzeug               | Teamkollege    | Teamkollege   | Platzierung     | Ausfallgrund |
| ---- | ----------------------- | ---------------------- | -------------- | ------------- | --------------- | ------------ |
| 1997 | Chamberlain Engineering | Chrysler Viper GTS-R   | Jari Nurminen  | Chris Gleason | Rang 15         |              |
| 1998 | Chamberlain Engineering | Chrysler Viper GTS-R   | Gary Ayles     | Matt Turner   | Rang 19         |              |
| 1999 | Chamberlain Engineering | Chrysler Viper GTS-R   | Ni Amorim      | Toni Seiler   | Rang 14         |              |
| 2000 | Carpsort Holland        | Chrysler Viper GTS-R   | Mike Hezemans  | David Hart    | Rang 13         |              |
| 2002 | Spyker Cars N. V.       | Spyker C8 Double-12R   | Norman Simon   | Peter Kox     | Ausfall         | Motorschaden |
| 2003 | ST Team Orange Spyker   | Spyker C8 Double-12R   | Norman Simon   | Tom Coronel   | nicht klassiert |              |
| 2004 | Cirtek Motorsport       | Ferrari 360 Modena GTC | Frank Mountain | Rob Wilson    | Rang 19         |              |

### Sebring-Ergebnisse
| Jahr | Team            | Fahrzeug             | Teamkollege  | Teamkollege         | Platzierung | Ausfallgrund |
| ---- | --------------- | -------------------- | ------------ | ------------------- | ----------- | ------------ |
| 2002 | Spyker Squadron | Spyker C8 Double 12R | Derek Hill   | Peter Kox           | Ausfall     | Unfall       |
| 2003 | Spyker Squadron | Spyker C8 Double 12R | Norman Simon | Patrick van Schoote | Ausfall     | Motorschaden |